# Élisa (Manet)
Élisa auch Elisa, ist ein Frauenporträt von Édouard Manet. Das mit Pastellkreide auf grundierte Leinwand gemalte Bildnis hat die Abmessungen 25,4 × 20,3 cm. Dargestellt ist Élisa Sosset, das Dienstmädchen der mit Manet befreundeten Kurtisane Méry Laurent. Manet schuf das Bild 1883, wenige Wochen vor seinem Tod. Das Porträt ist Teil der Kunstsammlungen der Stadt Glasgow und wird im Museum der Burrell Collection gezeigt.

## Bildbeschreibung
Manet hat in diesem Pastell eine junge Frau porträtiert. Das als Schulterstück ausgeführte Bildnis zeigt ihren büstenförmig ausgeschnittenen Oberkörper von der Seite. Ihr Gesicht ist im Profil zu sehen, die weit geöffneten Augen blicken zum linken Bildrand. Ein heller rosiger Teint unterstreicht ihre jugendliche Erscheinung. Der Mund ist geschlossen, das Ohr vom rotbraunen Haar unbedeckt. Ihre leicht wellige Frisur reicht bis zum Nacken. Auf dem Kopf trägt die Dargestellte einen bis über die Stirn gezogenen flachen dunklen Hut mit dezentem Federschmuck. Bekleidet ist sie mit einem blauen Kleid, zu dem eine vor der Brust gebundene große Schleife und ein geschlossener breiter weißer Kragen gehört. Der Hintergrund des Bildes ist im monotonen Grau gehalten. Die Ausführung des Porträts wirkt skizzenhaft und unvollendet, vor allem im Bereich des Kleides sind einzelne Linien des Entwurfs erkennbar. Im Bild findet sich unten rechts die Signatur „Manet“ und die Datierung „1882“. Diese Angaben stammen jedoch nicht von Manet selbst, sondern sind von seiner Frau Suzanne Manet nach dem Tod des Malers auf das Bild nachgetragen worden. Hierbei unterlief ihr bei der Jahresangabe ein Fehler, da das Bild erst 1883 entstand.

## Das Porträt eines Dienstmädchens
Die Umstände zur Entstehung des Porträts der Élisa sind von Manets Freund und Biograf Antonin Proust überliefert. Er schilderte in seinen Erinnerungen, Manet habe das Bildnis am Karsamstag 1883 (24. März) in seinem Atelier in der Pariser Rue d’Amsterdam begonnen. Als Élisa am nächsten Tag erneut zur Porträtsitzung erschienen sei, war der Künstler jedoch bereits zu krank, um sie im Atelier zu treffen. Laut Proust konnte Manet seine Wohnung in der Rue de Saint-Pétersbourg bis zu seinem Tod am 30. April 1883 nicht mehr verlassen. Das unvollendet Porträt von Élisa fand Suzanne Manet nach dem Tod ihres Mannes auf der Staffelei im Atelier des Künstlers.
Élisa Sosset war eine Angestellte der Kurtisane Méry Laurent und wird mal als Kammermädchen oder als Dienerin (Servante) bezeichnet. Wiederholt brachte Élisa im Auftrag von Méry Laurent kleine Präsente zu Édouard Manet. Hierzu gehörten Blumen, die Manet gern in seinen Gemälden als Stilllebenmotiv arrangierte. So entstanden Bilder wie Rosen in einem Champagnerglas, dass Manet anschließend Méry Laurent schenkte und das sich heute ebenso wie das Bildnis der Élisa in der Burrell Collection befindet. Élisa brachte aber auch Naschereien zu Manet. So berichtet Proust, es habe neben Manets Krankenbett eine Schale mit Zuckerwerk aus einem Osterei gestanden. Dies sei ebenfalls ein im Auftrag von Méry Laurent von Élisa überbrachtes Geschenk gewesen. Proust hat zudem geschildert, dass Élisa sich wiederholt um den Gesundheitszustand Manets sorgte und dieser die junge Frau sehr gern hatte. Überliefert sind Manets Worte: „Was für ein braves Mädchen ist diese Elisa“.

## Manets letzte Frauenbildnisse
In seinen letzten Lebensjahren schuf Manet eine größere Gruppe von Frauenbildnissen, die er häufig in Pastellmalerei ausführte. Anders als das Malen mit Ölfarben, bot die Pastelltechnik dem Künstler ein spontanes Arbeiten, das zu schnelleren Ergebnissen führte. Hierdurch konnten die Porträtsitzungen erheblich verkürzt werden, was für Maler und Dargestellte Vorteile bot. Dies bedeutete für Manet eine große Erleichterung, da ihm sein labiler Gesundheitszustand längeres Arbeiten kaum erlaubte. Manets intensive Beschäftigung mit der Pastellmalerei in seinem Spätwerk ging möglicherweise auf den befreundeten Maler Edgar Degas zurück, der zahlreiche seiner Werke in Pastelltechnik geschaffen hatte. Der Kunsthistoriker Gotthard Jedlicka urteilte über Manets Pastellmalerei, er wirke dabei „als Außenseiter und Amateur. Er will vor allem liebenswürdig sein und den Charme der weiblichen Schönheit festhalten.“
Manet porträtierte überwiegend Personen aus dem Freundes und Bekanntenkreis, da er Berufsmodelle wegen ihrer unnatürlichen Haltung ablehnte. Besonders häufig saß Méry Laurent Modell, eine Kurtisane, mit der Manet seit 1876 befreundet war und die eine Reihe von seinen Werken besaß. Die Arbeitgeberin der Hausangestellten Élisa erscheint beispielsweise im  Bildnis Méry Laurent mit schwarzem Hut von 1882 (Musée des Beaux-Arts, Dijon), in dem eine dekorativ vor der Brust gebundene Schleife das Kleid schmückt. Ein solches Dekorationselement findet sich auch am Kleid der von Manet porträtierten Élisa, hier jedoch in deutlich weniger prächtigen Aufmachung. Das um 1882 entstandene Bildnis Méry Laurent im Profil zeigt Manets Freundin mit zum linken Bildrand gewandtem Kopf, eine Seitenansicht die dem Porträt der Élisa gleicht. Zu den weiteren von Manet porträtierten Frauen gehörten Suzette Lemaire, die jugendliche Tochter einer Freundin und Jeanne Guillemet, Mitinhaberin eines Modegeschäftes. Das Pastellbild Suzette Lemaire im Profil von 1882 (Privatsammlung) und das bereits 1880 entstandene Bildnis der Madame Guillemet (Saint Louis Art Museum) sind weitere Porträts von Frauen aus den letzten Lebensjahren Manets, in denen er die Dargestellten ebenfalls büstenartig in Seitenansicht porträtierte.

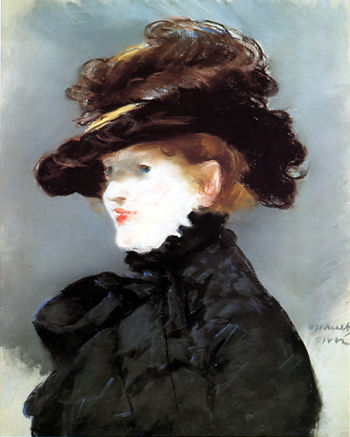
Méry Laurent mit schwarzem Hut 1882
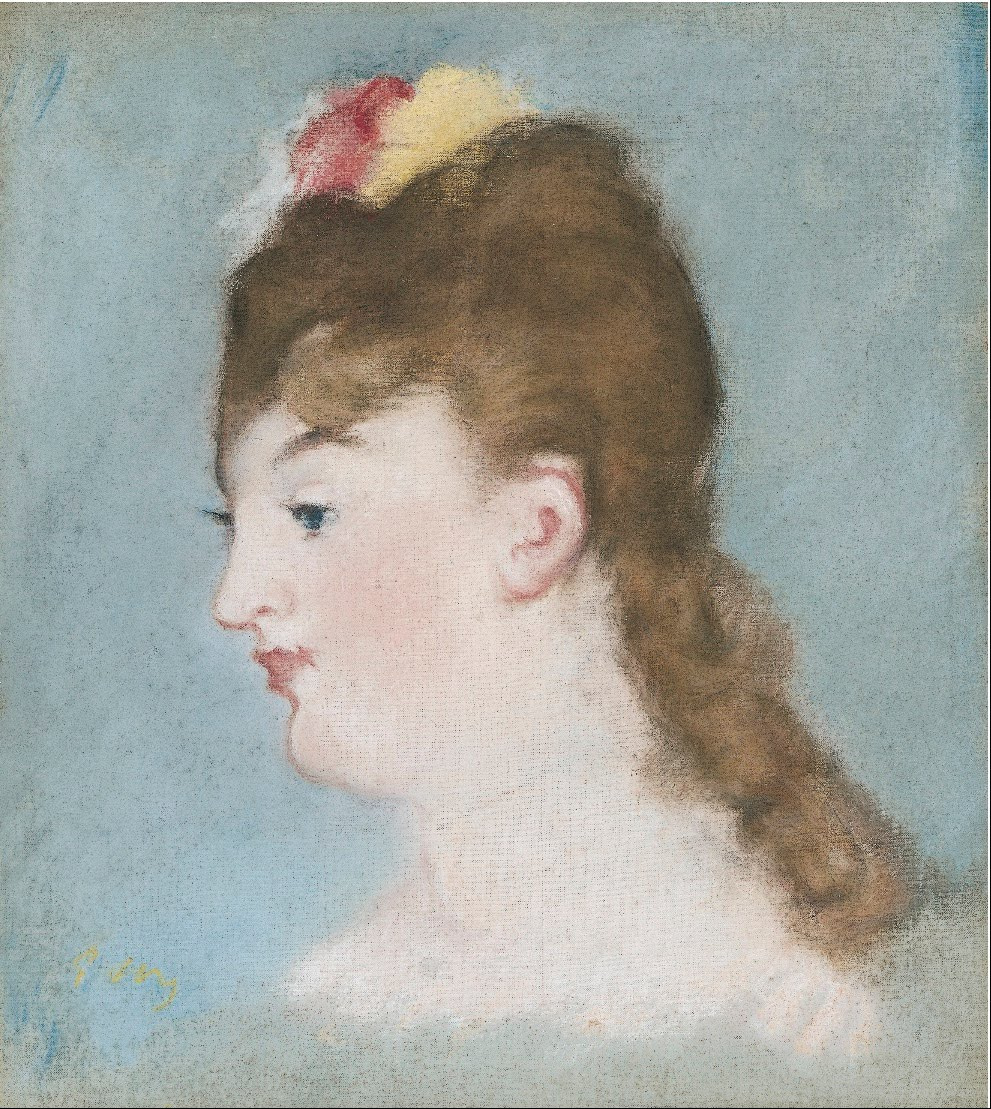
Méry Laurent im Profil um 1882
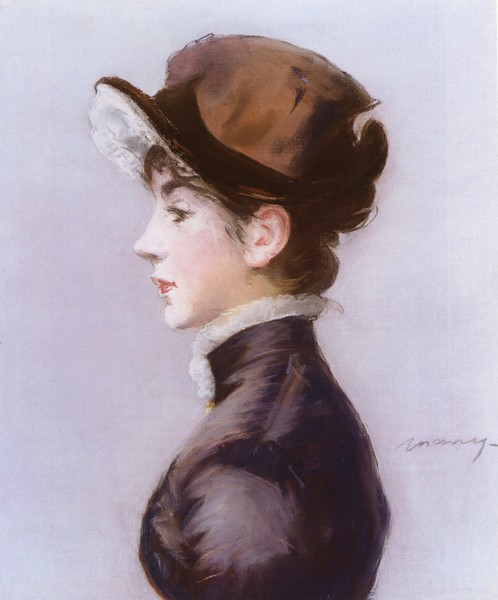
Suzette Lemaire im Profil 1882
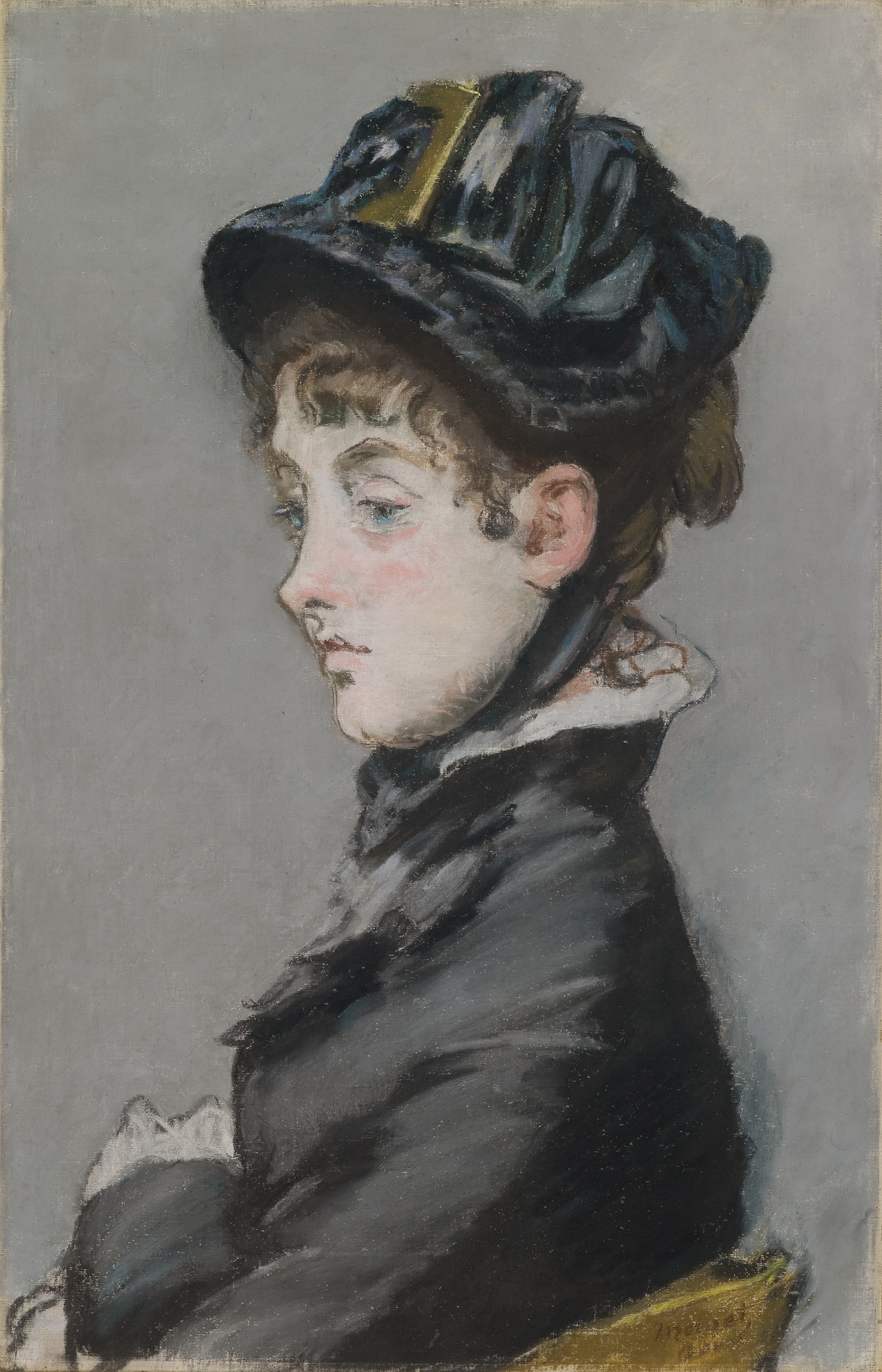
Madame Guillemet 1880

## Provenienz
Das Pastellbildnis der Élisa Sosset gehörte zu Manets Nachlass. Suzanne Manet, die Witwe des Künstlers, verschenkte das Porträt möglicherweise kurz nach Manets Tod an die im Bild Dargestellte. Das Porträt blieb bis etwa 1902 im Besitz von Élisa Sosset und tauchte danach im Pariser Kunsthandel auf. 1921 verkaufte der Kunsthändler Georges Bernheim das Bildnis der Élisa an der schottischen Reeder William Burrell, der mehrere Werke Manets besaß. Er überließ das Bild 1944 zusammen mit seiner umfangreichen Kunstsammlung der Stadt Glasgow. Die gemeinsam mit seiner Frau Constance gestiftete Burrell Collection befindet sich seit 1983 in einem eigenen Kunstmuseum.